# Necalphus asellus
Necalphus asellus är en skalbaggsart som först beskrevs av Francis Polkinghorne Pascoe 1866.  Necalphus asellus ingår i släktet Necalphus och familjen långhorningar. Inga underarter finns listade i Catalogue of Life.